# Coleotechnites edulicola
Coleotechnites edulicola là một loài bướm đêm thuộc họ Gelechiidae. Nó được tìm thấy ở Bắc Mỹ.
Ấu trùng ăn Pinus ponderosa.